# Michelsburg (Südtirol)
Die Michelsburg (auch St. Michelsburg, St. Michaelsburg oder Michlsburg) ist eine der ältesten Burgen des Südtiroler Pustertals und überhaupt der gesamten historischen Region Tirol. Die Höhenburg befindet sich auf einem Felsvorsprung bei der Ortschaft Moos in der Gemeinde St. Lorenzen.

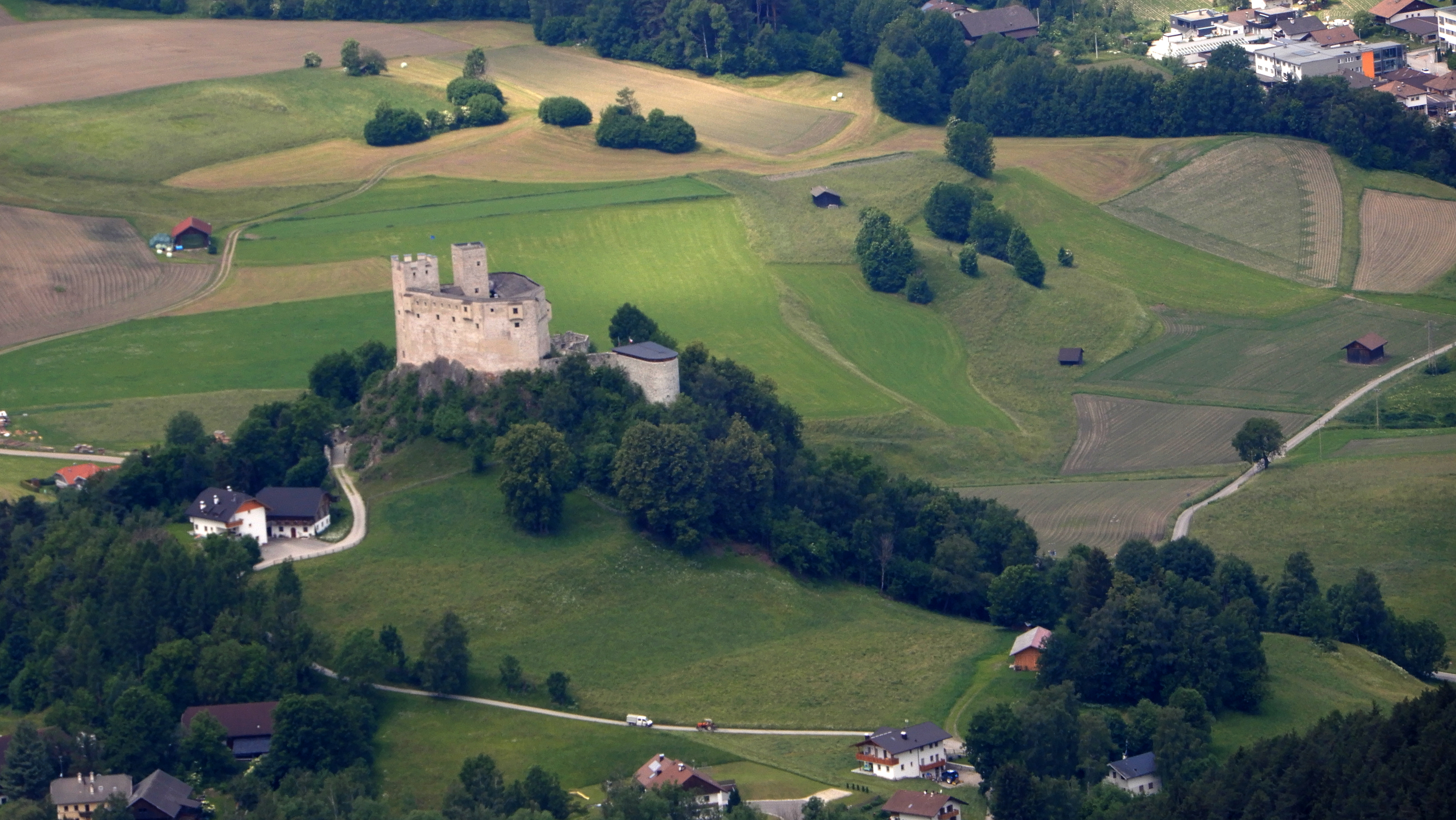
Michelsburg, Luftaufnahme (2018)

## Geschichte
Es ist nicht erwiesen, ob die Kernburg noch im späten 11. Jahrhundert als ehemaliger Sitz der Grafen im Pustertal angelegt wurde; bisweilen wird hierfür das Jahr 1091 als Erbauungsdatum genannt, da in diesem Jahr Kaiser Heinrich IV. der bischöflichen Kirche Brixen die Grafschaft Pustertal übertrug. Die Erstnennungen der Burg von 1205 und 1209 deuten auf eine Gründung durch die Grafen von Andechs hin, ehe diese die Anlage aufgrund ihrer reichspolitischen Ächtung zugunsten der Grafen von Tirol verloren. Ab dem 15. Jahrhundert amtierten hier Richter des gleichnamigen Landgerichts, dessen weitläufiger Sprengel die Ortschaften Dietenheim, Ellen, Getzenberg, Hörschwang, Irschling, Kienberg, Niepass, Lothen, Luns, Montal, Moos, Onach, Reiperting, Reischach, Runggen, Saalen, St. Georgen, St. Martin, Stefansdorf, Stegen und Walchhorn umfasste. Im 16. Jahrhundert wurden die Burg massiv ausgebaut, ein zweiter „dominierender Turm“ hinzugefügt und eine Vorburg mit Rondellen ergänzt.
Von 1874 bis 1955 gehörte die Michelsburg mit einer kurzen Unterbrechung der Familie Künigl. Sie ist auch heute noch in Privatbesitz.

## Beschreibung
Die teilweise verfallene zweitürmige Kernburg verfügte über einen Turm mit Zinnenkranz, mehrere Flacherkeranbauten und eine Ringmauer mit Schlüsselscharten und Viereckzinnen. 1950 wurde die Kernburg unter Denkmalschutz gestellt. Die Vorburg mit den Resten des äußeren Burgtors zeigt noch die Ruinen eines Wirtschaftsgebäudes und eines Eckturmes im Süden.